# Julián Pemartín Sanjuán
Julián Pemartín Sanjuán (Jerez de la Frontera, 13 de junio de 1901-Madrid, 30 de abril de 1966) fue un político y escritor español. Hermano de José Pemartín Sanjuán y primo de José María Pemán Pemartín.

## Biografía
Nació en 1901, en el seno de una familia de tradición monárquica. Fue un pariente lejano de José Antonio Primo de Rivera, líder de Falange, del que también sería amigo de infancia. Estuvo entre los fundadores de la Falange Española, en 1933.
Tras el estallido de la Guerra civil se unió a las fuerzas sublevadas. «Camisa vieja» de Falange, llegó a ejercer como jefe provincial de FET y de las JONS de Cádiz y, en 1938, se convirtió en vicesecretario general de FET y de las JONS junto a Juan Manuel Fanjul. Durante esta etapa fue un estrecho colaborador del secretario general Raimundo Fernández-Cuesta.
Durante la Dictadura franquista llegó a ser procurador en las Cortes franquistas y miembro del Consejo Nacional de FET y de las JONS. A finales de la década de 1950 fue uno de los fundadores del Círculo Doctrinal «José Antonio», junto a otros falangistas históricos como Pilar Primo de Rivera, Jesús Fueyo o Patricio González de Canales. En 1960, aduciendo motivos de salud, Pemartín cedió la presidencia del círculo de Madrid —el más influyente— al camisa vieja Luis González Vicén. En su faceta de escritor llegó a presidir el Instituto Nacional del Libro y participó en la gestación de la Feria del Libro de Madrid.

## Obras
En 1938 publicó Hacia la historia de la Falange junto al también falangista Sancho Dávila.
También fue autor de varias obras sobre el flamenco, así como apasionado del vino de Jerez como atestigua su obra El diccionario del vino de Jerez. También fue autor del cuento Garbancito de la Mancha, que en 1945 dio lugar a la película homónima; el film constituyó el primer largometraje de dibujos animados hecho en España y el primero en color de Europa.

## Reconocimientos
- Cruz de Alfonso X el Sabio
- Cruz de Cisneros